# Promazine

Die Stoffgruppe der Promazine (R = Wasserstoff, Chlor, Methoxygruppe oder Acetylgruppe).

Promazine sind eine Stoffgruppe der organischen Chemie und zugleich pharmazeutisch wichtige Derivate des Dimethylaminopropylphenothiazins. Grundkörper der Promazine ist das Promazin (R=H), das als Beruhigungsmittel verwendet wird. Stärker wirksam ist das Chlorpromazin (R=Cl). Es wird technisch aus 3-Chlorphenolthiazin und Dimethylaminopropylchlorid hergestellt und wird als Neuroleptikum, Antemetikum und Narkosehilfsmittel verwendet. Ähnliche pharmakologische Wirkungen zeigen Methopromazin (R= Methoxygruppe) und Azetopromazin (R = Acetylgruppe). 